# Pōhiva Tu‘i‘onetoa
Pōhiva Tu‘i‘onetoa (Talafo’ou, 30 giugno 1961 – 18 marzo 2023) è stato un politico tongano, primo ministro delle Tonga.

## Biografia

### Carriera politica
Tu‘i‘onetoa entrò a far parte del servizio civile di Tonga nel gennaio 1979. Fu liquidatore ufficiale della divisione commerciale del dipartimento di giustizia di Hamilton, in Nuova Zelanda. Tra il 1983 e il 2014 fu revisore dei conti di Tonga. Fu segretario privato del re Tāufaʻāhau Tupou IV dal 1987 al 1988 e anche impiegato del Consiglio privato durante lo stesso periodo. Corse senza successo per il parlamento nelle elezioni generali a Tonga del 2010.
Nelle elezioni generali del 2014, fu eletto all'Assemblea legislativa di Tonga per rappresentare il collegio elettorale di Tongatapu 10. Nel governo di ʻAkilisi Pōhiva, fu Ministro del lavoro, commercio e industrie e Ministro della polizia, delle prigioni e dei vigili del fuoco. Nel marzo 2017 fu nominato Ministro delle entrate e delle dogane, in sostituzione di Tevita Lavemaau. Ricoprì tale incarico fino a gennaio 2018, quando venne nominato Ministro delle finanze e della pianificazione nazionale.

### Morte
Pōhiva Tu‘i‘onetoa  è morto nel 2023, poco più che sessantenne.